# Eterna (platenlabel)
Eterna was een platenlabel van de voormalige VEB Deutsche Schallplatten Berlin, een staatsbedrijf in de DDR. Het bedrijf kwam voort uit een in 1947 opgerichte muziekuitgeverij.
In 1947 richtte de Duitse zanger en acteur Ernst Busch de Lied der Zeit Schallplatten-Gesellschaft mbH. Het bedrijf gaf nieuwe (lichte) muziek uit en bracht grammofoonplaten op de markt.
Na het ontstaan van de DDR kreeg de staat steeds meer invloed op Lied der Zeit en in 1954 werd het door het Oost-Duitse cultuurministerie overgenomen.
De muziekuitgeverij en de platenmaatschappij waren toen al van elkaar gescheiden.
Eterna werd het platenlabel voor klassieke muziek.
Het hield tot het einde van de DDR in 1990 zijn monopolie. 
Naast eigen opnamen van de verschillende DDR-orkesten en -solisten, verschenen ook licentie-uitgaven. Aanvankelijk betroffen dat vooral platen van labels uit de socialistische broederlanden, later werd ook met West-Europese platenmaatschappijen samengewerkt.
In 1990 is het bedrijf opgegaan in het nieuwe Deutsche Schallplatten Berlin GmbH. Het label Eterna verdween daarmee.